# Solcza (rzeka)
Solcza (lit. Šalčia) – rzeka na Litwie i Białorusi, lewy dopływ Mereczanki. Solcza płynie południowym skrajem Puszczy Rudnickiej. Wyróżnia się ona krętym korytem oraz licznymi starorzeczami, które nie wysychają nawet w upalne i gorące lata. Do Solczy uchodzą: Wersoka, Wisińcza, Solczyca, Brasta, Maltupie, Berża, Berżyna, Cieciorka, Kukawka. Swoje źródła Solcza ma koło Bohuszy Wielkich, na wschód od Solecznik, do Mereczanki wpada w miejscowości Olkieniki.